# Шеријат
Шеријат као правна норма представља скуп свих прописа из области верског и световног права на основу којих су уређени односи у исламској заједници. Шеријат је божански закон ислама, и разумевање тог закона јесте фикх, односно судство. Мухамед није правио разлику између верског и световног закона; страна на коју ће шеријат да превагне у данашњим муслиманским земљама зависи од степена секуларизације у свакој од њих. Шеријат се односи на сваку димензију живота, укључујући породичне односе, закон о наслеђивању, порезе, прочишћење од загађености и молитву.
Шеријатско право је право које се заснива на исламској религији и Курану као основном извору права, који, поред права, обухвата и основне принципе вере и морала. Оно је један од пет основних великих правних система; остала четири су:
- европско-континентално,
- англосаксонско (тзв. common law),
- индијско и
- кинеско.

Пошто се сматра објављеном Алаховом вољом тј. скупом Алахових прописа оличених пре свега у стиховима Курана, оно се доживљава као заокружен правни систем, савршено и непроменљиво. У њему је одређено шта је праведно и дозвољено то јест халал, а шта забрањено или харам.
Прописи шеријата се могу сврстати углавном у две категорије: уредбе везане за религију и вршење обреда, тј. верско право у ужем смислу и прописи правног и политичког карактера.
Поред Курана, други извор исламског права је суна, коју чини скуп хадиса, који представљају свако појединачно записано сведочанство о неком догађају из живота Мухамеда, неки његов пропис или савет. Због тога што су инертни и статични, ни Куран ни суна нису извори које у судском поступку примењују судије. Ти извори се стварају помоћу фикха, тј. правне науке чији је задатак њихово тумачење и обухвата моралне и правне заповести.
Како се јединствена муслиманска заједница (Ума) доста рано из политичких разлога поделила на три верска правца
- суните,
- шиите и
- харадзите

отуда и различито поимање шеријатског права.

## Школе
Класичне школе закона су ханефити, маликити, шафити и ханбалити. Ебу Ханифа (умро 767. године н. е.) био је трговац из Куфе и систематизовао је законе чија је утицајна школа превагнула у Ираку. Малик ибн Енес (умро 795) био је правник из Медине чији је циљ био да кодификује праксу заједнице којој је припадао и Пророк, са нагласком на хармонији заједнице кроз индивидуалну одговорност; његова школа, узимана стриктно до саме дословности, превагнула је у Северној Африци и Шпанији. Извештаји о изрекама и делима Пророковим су коришћени у сврху усмеравања у традицији Мухамеда ибн Идрис ел Шафија (умро 820), који је допунио упутства Курана са пажљиво изабраним приказима Пророкових мудрости, ограничио резоновање по аналогији, и референце на колективно мишљење; према пророчкој традицији, Мухамедова заједница се никада ни са једном грешком не би сложила. Ахмед ибн Ханбел (умро 855), ортодоксни победник багдадских мутазилита, није био једини који је давао предност тежини записане речи Пророкове над било којим правним резоновањем.
Код Шиита (најзаступљенијих у Ирану) постоји институција имамата, то јест имам је Божјом вољом одређени вођа и с обзиром да је потомак Мухамеда, односно Алије (због чијег је права на халифат настао шиитски покрет), он је врховни тумач права.
Код Сунита су се развиле четири правне школе:
- Ханефити (настала у Куфи у VIII веку, њено учење је данас најраспрострањеније и прихватају га Турска, Авганистан, Пакистан, Ирак, Индија, Египат, Босна и Херцеговина до Другог светског рата),
- Малиикти (присутни у Северној и северозападној Африци),
- Шафити (Малезија, Индонезија и северна обала Африке и
- Ханбалити (Арабијско полуострво.

Временом су за потребе праксе створени и други помоћни извори шеријатског права. Једно од њих је иџма која представља сагласност заједнице да је понуђено решење неког правног питања такво да је у складу са словом Курана. О тој сагласности одлучују само учени људи, не читава заједница. Временом су Куран и суна протумачени кроз иџму у толикој мери да неки писци сматрају да је данас она једини догматски извор шеријатског права.

## Модернизација шеријатског права
Велика већина држава чији је правни систем заснован на шеријату данас нема чисто шеријатско право, са изузетком Саудијске Арабије, Ирана и Авганистана. Страни утицаји су видљиви поготово по начину извођењу одређених казни, као што су смртна казна (где се она обично обавља вешањем или стрељањем, а не одрубљивањем главе или каменовањем, уз поштовање тајности погубљења) или кажњавање шибањем (Малезија, на пример, иако начелно има шеријат као део свог правног система, шибање готово увек изводи по узору на некадашњу британску праксу шибања прутом по голој кожи, а не шибања преко одеће као што то Куран или суне налажу).